# 雪路
雪路（日语：ゆきじ，1965年7月22日—），日本女性配音員。81 Produce所屬。出身於東京都。身高146cm。B型血。舊藝名鈴木 明子（すずき あきこ）、鈴木 晶子（すずき あきこ）。雪路是2007年3月1日開始至今使用的藝名。

## 演出作品
※粗體字表示說明飾演的主要角色。

### 電視動畫
1991年
- 朱古力小精靈（日语：おばけのホーリー）
- 鬥球兒彈平（三浦勤〈第2代〉）

1992年
- 龍馬英雄（日语：お〜い!竜馬）（近藤長次郎〈少年時期〉）
- 蔬果村的故事（プースケ）
- 超時空保姆（豬熊奈良、流浪犬、上坂村的男孩子、小孩）
- 以柔克剛（岡札雷茲）

1994年
- 足球小將J（瀧一）
- 咕嚕咕嚕魔法陣 (1994年版)（男孩子）
- 哆啦A夢 (大山羨代版)（少年）
- 奪寶奇謀（亨斯）

1995年
- 小紅豆（1995年－1998年，高橋朋美〈小朋〉）3系列
- 麵包超人（胡蘿蔔小弟〈初代〉、蠟筆人）

1996年
- 爆走兄弟Let's & Go!!（1996年－1998年，岩田陽介、小孩1）2系列

1997年
- 神奇寶貝（1997年－2001年，武士、尾立）

1998年
- 時空偵探建次君（建次）
- 開花天使（天天）

1999年
- 金田一少年之事件簿（1999年－2000年，片倉舞、豬熊英之、黑塚巧）
- 格鬥小霸王（にゃふ～ん）
- ReReRe天才傻鵬（日语：レレレの天才バカボン）（小初[5]、街頭主婦、街頭犬、黃色羽毛少年、矮子太（日语：チビ太））

2000年
- 哈姆太郎（海之家的老婦）
- 葛瑞哥來驚悚秀（日语：GREGORY HORROR SHOW） THE LAST TRAIN（賣東西的少年）
- 法布爾先生是名偵探（日语：ファーブル先生は名探偵）（阿爾瓦的妻子、賽巴斯汀）
- 櫻桃小丸子 (第2期)（安太郎）

2001年
- 犬夜叉（女）
- 超能奇兵（倩咪）
- 妙妙魔法屋（克里斯克）
- 戰鬥陀螺（少年1、阿姨）
- PaRappa the Rapper（日语：パラッパラッパー）（僕人機器人）
- 棋魂（金子正子）
- 神奇寶貝 雷公雷的傳說（雷丘）
- 魔法少女貓（日语：魔法少女猫たると）（媽媽桑）
- 聖石小子（普魯、嚕嗶）

2002年
- 我們這一家（2002年－2009年，狸貓女高中生、山本）
- 小魔女DoReMi 大合奏！（魔女多隆、貓）
- 決鬥大師（2002年－2013年）3系列
- 魔法咪路咪路（2002年－2005年，亞西吉）4系列

2003年
- 猴王五九（日语：アソボット戦記五九）
- 魔法少年賈修（喵魯拉特）
- 時空冒險記（ボムボム）
- 冒險遊記Pluster World（ペルシャワー）
- 波波羅古洛伊斯（蒙巴）
- 陽光伴我行。（日语：まっすぐにいこう。）（少年2）

2004年
- 陰陽大戰記（榎のオトチカ）
- 今日大魔王！（阿姨、女性）
- 棉花糖樂園（老奶奶）

2005年
- Keroro軍曹（2005年－2009年，老鼠星人〈前頭〉、妻子）2系列
- 不可思議星球的☆雙胞胎公主（ブウモ）

2006年
- 獸王星（野童）
- 發條武士（日语：ぜんまいざむらい）（善之助／發條武士／）
- 我的裘可妹妹（タケシ）
- 忍者亂太郎（少年）
- Hello Kitty 蘋果森林系列（日语：ハローキティ りんごの森シリーズ）（2006年－2007年，蒙嘉）3系列
- xxxHOLiC（2006年－2008年，傑夫〈烏鴉天狗〉）
- 野昭如 戰爭童話集「燒過的點心樹（日语：焼跡の、お菓子の木）」（善夫）

2007年
- 可愛小水滴 啊哈☆（日语：ぷるるんっ!しずくちゃん）

2008年
- 哆啦A夢 (水田山葵版)（2008年－2019年，喀喳子、少年A、河童、5歳的胖虎 等）
- 野良耳2（日语：のらみみ）

2009年
- 川之光（スズメの雛）

2010年
- 蠟筆小新 SHIN-MEN（日语：SHIN-MEN）（2010年－2013年，、頃樫文五郎）

2011年
- 青之驅魔師（女教師）
- 惡魔阿薩謝爾在召喚你（2011年－2013年，米迦勒）2系列

2012年
- 閃電十一人GO 時空之石（2012年－2013年，托布）

2014年
- 神奇寶貝XY（奶奶）

2017年
- 數碼寶貝宇宙 應用怪獸（女招待員）

### OVA
2000年
- 我們是皮丘兄弟 派對大騷亂！之卷（傑尼龜）

2005年
- 與麵包超人一起開始吧！勇氣Rinrin！來玩遊戲（紅蠟筆人）

2006年
- 與麵包超人一起開始吧！統一1·2·3（野鼠六兄弟6）

### 電影動畫
1992年
- 跑吧！美樂斯

1995年
- 劇場版 小紅豆（高橋朋美〈小朋〉[6]）

2000年
- 皮丘與皮卡丘（鴨嘴寶寶）

2001年
- 劇場版 神奇寶貝：雪拉比 穿梭時空的相遇（大尾立）

2009年
- 劇場版 決鬥大師：黑月的神帝（グレート·バケツマン）

2011年
- 超能奇兵：進化前篇TAO（倩咪）

2012年
- 超能奇兵：進化後篇QUAN（倩咪）

2019年
- 哆啦A夢：大雄的月球探測記（莫佐）

### 遊戲
2002年
- 小魔女DoReMi 大合奏！彩虹色樂園[[[Wikipedia:格式手册/链接#章節|錨點失效]]]（魔女多隆）
- 聖石小子 ～悠久的羈絆～（普魯）
- 聖石小子 ～未完的秘石～（普魯、嚕嗶）
- 聖石小子 真實格鬥戰（普魯）
- 聖石小子 ～光和暗的大決戰～（普魯）
- 聖石小子 ～光和暗的大決戰2～（普魯、嚕嗶）
- 普魯的大冒險 From 聖石小子（普魯）

2003年
- 玩具戰爭（日语：ガチャフォース）（梅特、優二）
- 魔法咪路咪路 對戰魔法球

2004年
- 波波羅克洛伊斯 月之戒律的冒險（日语：ポポロクロイス 月の掟の冒険）（蒙巴）

2005年
- 魔法咪路咪路 心跳回憶大恐慌

2006年
- 魔法飛球 PangYa 2nd Shot！（日语：スイングゴルフ パンヤ）（多爾夫）

2011年
- 蠟筆小新：宇宙功夫!? 友情的笨蛋空手道!!（日语：クレヨンしんちゃん 宇宙DEアチョー!? 友情のおバカラテ!!）

2012年
- 閃電十一人GO2 時空之石 熱風／雷鳴（托布）
- 閃電十一人GO 王牌前鋒2013（托布）

2019年
- 哆啦A夢：大雄的月球探測記（莫佐）
- 決鬥大師PLAY'S（グレート·バケツマン）

### 廣播劇CD
- 嬉皮笑園系列（愛哭兔）

### 外語配音
※作品依英文名稱及英文原名排序。

#### 電影
- 追夢高手（英语：Hardball (film)）（科菲·埃文斯〈邁克爾·柏金斯 飾演〉）

#### 動畫
- 飆風雷哥（幸運〈馬雷·弗拉納甘（英语：Maile_Flanagan） 配音〉）
- 笑笑羊（畢查）

### 電視節目
NHK教育
- （旁白）
- （旁白）[7]

其它平台
- （朝日電視台）

### 布偶劇
- NHK教育 兒童布偶劇場（日语：こどもにんぎょう劇場）
  - 「長襪子皮皮」
- 朋基基（日语：ポンキッキ）

### 特攝影集
1997年
- 電磁戰隊百萬連者（的聲音）

## 外部連結
- 81 Produce公式官網的聲優簡介 （页面存档备份，存于） （日語）